# نعومي لويس
نعومي لويس (بالإنجليزية: Naomi Lewis)‏ (3 سبتمبر 1911 في المملكة المتحدة - 5 يوليو 2009)؛ كاتِبة مُتخصِّصة في أدب الأطفال، مُدرسة وشاعرة بريطانية.